# Stvoření světa

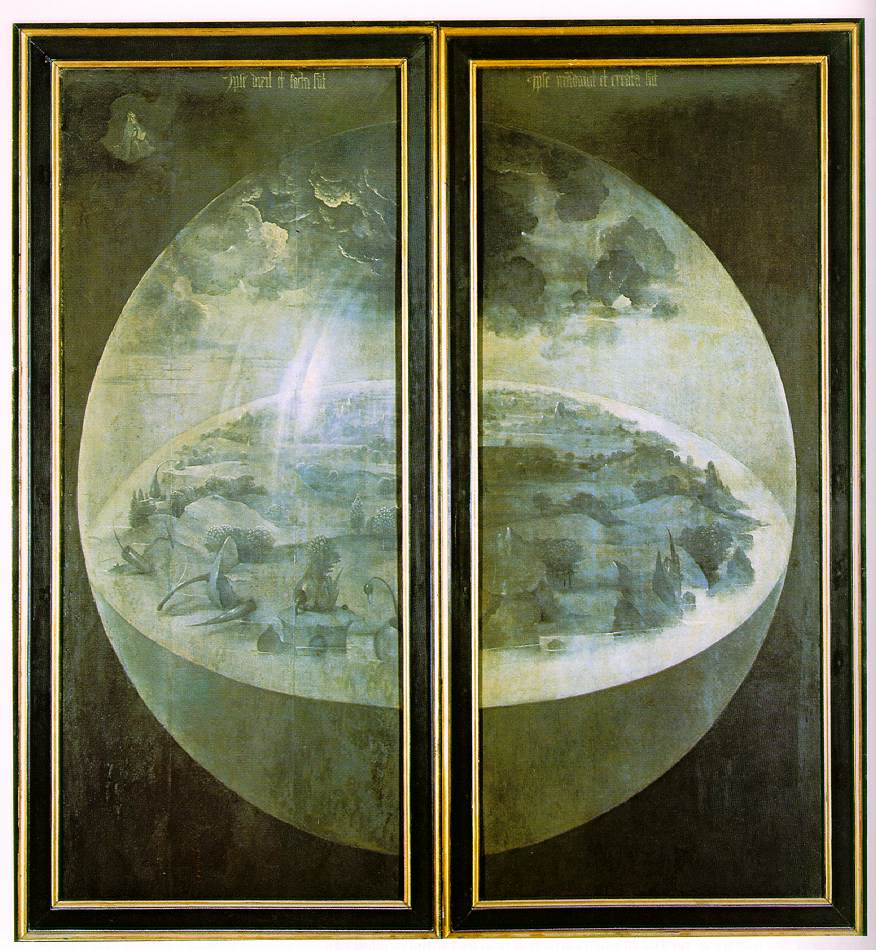
Stvoření světa na krajní části triptychu Hieronyma Bosche Zahrada pozemských rozkoší (1480-1490)

Stvoření světa je symbolické či mytologické vyprávění o počátku světa a o tom, jak se v něm objevili lidé. Předávalo se ústní tradici a proto má obvykle více verzí. Jde o velmi rozšířený typ mýtu, který lze nalézt v téměř každé lidské kultuře. Ve společnosti, v níž se vypráví, se mýtus o stvoření chápe jako zdroj hluboké pravdy v obrazném, symbolickém, případně doslovném, v moderní době historickém smyslu.
Mýty o stvoření sdílejí řadu funkcí. Často jsou považovány za svaté zprávy a lze je nalézt u všech známých náboženských tradic. Všechny jsou příběhy s dějem a postavami, které jsou buď božstva, lidem podobné postavy či zvířata, která často dokáží mluvit a snadno se přeměňovat. Odehrávají se v neurčené minulosti, kterou historik náboženství Mircea Eliade označuje jako „za onoho času“. Vyprávění o stvoření se snaží odpovědět na hluboké otázky člověka a společnosti, čímž odkrývají celkový pohled na svět a rámec vlastní identity kultury i jednotlivce v univerzálním kontextu.

## Smysl a funkce
Ve starověké kritice náboženství i v moderním osvícenství se slovo „mýtus“ chápe jako báchorka, nepravdivý a fantastický příběh. Řecké slovo mythos však znamenalo prostě "řeč" či "vyprávění" a tak je používal například Platón ve svých slavných mýtech (např. mýtus o jeskyni v "Ústavě", o vozatajovi v dialogu "Faidros"). Také vyprávění o původu světa se chápala jako důležitá, i když často ne zcela jednoznačná sdělení o významu světa a o místě člověka v něm. Lidé se podle nich řídili a orientovali v obtížných situacích a s jejich pomocí se snažili pochopit smysl závažných událostí.
Etnologové a antropologové, kteří se těmito mýty zabývají, upozorňují, že v moderní době se teologové snaží nalézat smysl lidství na základě zjevených pravd, kdežto vědci zkoumají kosmologii empirickými a racionálními nástroji. Stvořitelské mýty, ale popisují lidskou skutečnost ve velmi odlišných pojmech. V minulosti je historikové náboženství a ostatní badatelé o mýtech pokládali za primitivní či předběžné formy vědy nebo náboženství a zkoumali je v doslovném nebo logickém smyslu. Dnes je vnímáme jako symbolická vyprávění, která je třeba chápat v jejich vlastním kulturním kontextu. Charles Long píše: "Bytosti, které se v mýtech vyskytují – bohové, zvířata, rostliny – jsou existenciální pochopení působících sil. Mýty nelze chápat jako pokusy o racionální výklad božství."
Mýty o stvoření sice nejsou doslovná vysvětlení, přesto pomáhají určit jistou orientaci člověka pomocí příběhů o jeho zrození a počátku. Zakládají světový názor, který potvrzuje a vede to, jak se lidé vztahují k duchovnímu a přírodnímu světu i k sobě navzájem. Vyprávění o stvoření působí jako úhelný kámen k rozlišení prvotní skutečnosti od relativní, původ a povahu bytí od nebytí. V tomto smyslu slouží jako jisté životní filosofie, ovšem vyjádřené a sdělované symboly, nikoli systematickou rozumovou úvahou. V tomto smyslu jdou dál než aitiologické mýty, které vysvětlují určité rysy náboženských rituálů, přírodních a kulturních jevů. Vyprávění o stvoření tak lidem pomáhají orientovat se ve světě, dávají smysl jejich postavení v něm i ohledům, které musí brát na druhé lidi i přírodu.

## Typologie

### Stvořeníex nihilo
Stvoření „ex nihilo“ je běžným typem mytického stvoření. Můžeme ho nalézt ve stvořitelském příběhu starověkého Egypta, v Rgvédě, Bibli, Koránu a mnoha animistických kulturách Afriky, Asie, Oceánie a Severní Ameriky. V těchto příbězích začíná svět existovat za pomoci řeči (slova), snu, dechu nebo pouhým pomyšlením stvořitele. Doslovným překladem fráze „ex nihilo“ je z ničeho, nicméně v mnoha mýtech není jasné, zda je lepší akt stvoření klasifikovat jako stvoření z ničeho nebo stvoření z chaosu.

### Stvoření z chaosu
V mýtech o stvoření z chaosu je chaos ztotožňován se zlem a zapomněním v kontrastu k „pořádku“ (kosmos), který je dobrý. Akt stvoření je v tomto mýtu vlastně uspořádání předchozího nepořádku. V mnohých kulturách se věří, že v určitém bodě budou síly zachovávající pořádek slábnout a svět se znovu propadne do chaosu. Takovou představu měli například Starověcí Řekové.

### Světoví rodiče

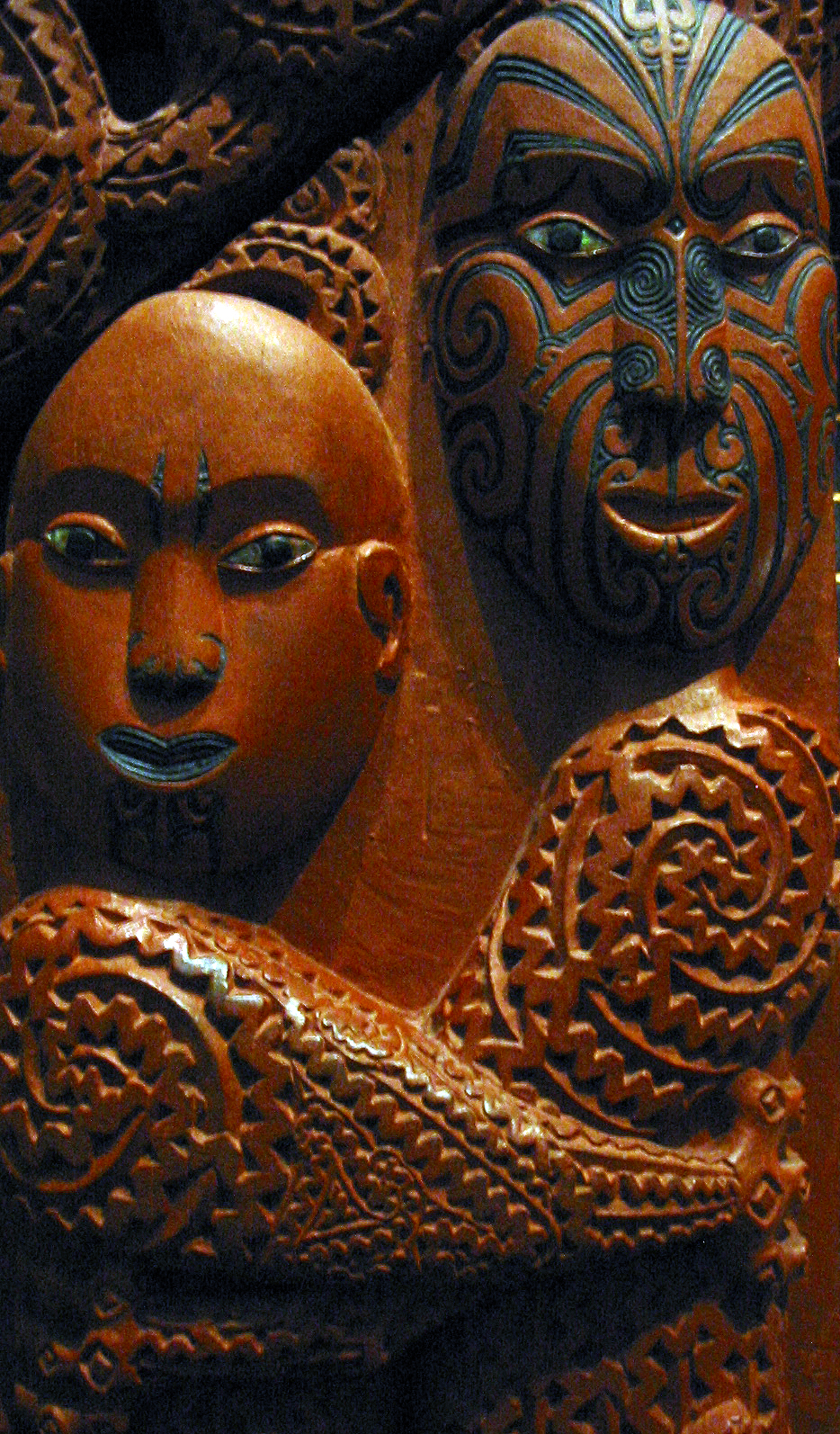
V maorském mýtu o stvoření světa je prvotní dvojice nazývána Rangi a Papa

V kosmogonických mýtech o „světových rodičích” či „rodičích světa“ vystupuje prvotní matka a otec, často ztotožňování se Zemí a Nebesy. Rodiče světa bývají na počátku v objetí se sexuálním charakter, ale nevyvíjejí žádnou zjevnou aktivitu a o existenci svých dětí-bohů, které často jejich spojení plodí, nemají zpočátku tušení. Počáteční spojení mužského a ženského prvku lze chápat jako symbol úplnosti a totality a lze jej spojit s představami o prvotní androgynii. Potomci těchto rodičů se naopak vyznačují aktivitou a vzájemnou odlišností od ostatních. Tento motiv může v rámci vyprávění následovat mýtu o jiném typu stvoření, například z chaosu, či mu může další stvořitelský mýtus následovat, například o oddělení prvotních rodičů. Oddělení Země a Nebe je v mýtech chápe jako pozitivní věc – umožňující existenci světla a prostoru nutného pro život bohů a lidí a zároveň také jako milník, který ukončuje stvoření světa.
Rodiče světa se objevují například v akkadském díle Enúma eliš, podle kterého na počátku existoval pouze Apsú, sladkovodní oceán, a jeho družka Tiamat, slaný oceán. Z jejich spojení vznikli bohové a  po dalších událostech je Tiamat zabita bohem Mardukem, který jejího těla použije k dokončení stvoření. Tiamat se tak zároveň podobá prvotním obrům a kosmickým mužům různých mytologií. Významnou roli hrají rodiče také v maorském náboženství kde jsou známi jako Rangi a Papa – Nebe a Země, a kde jsou násilně odděleni svými božskými potomky aby mohlo být dokončeno stvoření. Mezi další božstva která lze chápat jako rodiče světa lze zařadit například řeckého Úrana a Gaiu, japonského Izanagiho a Izanami nebo védského Dakšu a Aditi.
V druhé verzi tohoto mýtu je stvoření uskutečňováno za pomoci částí těla prvotní bytosti. V těchto příbězích často končetiny, vlasy, krev, kosti nebo jiné orgány prvotní bytosti jsou obětovány a přeměněny v oblohu, zemi, rostlinný či zvířecí život, nebo další součásti světa. Tento mýtus je součástí například Mayské mytologie.

### Tvůrce Země
Tvůrce země je běžnou postavou v mnoha tradičních stvořitelských mýtech. V těchto mýtech nejvyšší bytost obvykle sesílá zvíře do prvotního vodstva najít zrnka písku nebo bahna, se kterými pak vybuduje obydlenou zemi. Mýty o tvůrci země jsou běžné v kultuře prvotních Američanů a můžeme je nalézt také u sibiřských národů (např.: Jukagirů), Tatarů, a mnoha ugrofinských národů.

## Stvoření ve světových náboženstvích

### Stvoření pohledem křesťanské teologie
Křesťané věří, že Bůh zjevený v Ježíši Kristu je stvořitelem světa, všeho živého i neživého, co na něm přebývá.(Gn 1,1-2,25)
Podle klasického křesťanského učení vytvořil Bůh veškeré bytí ex nihilo „z ničeho“. „Nic“ v tomto smyslu neznamená žádnou pralátku, ze které by byl vytvořen svět. Bůh není výrobce jako v Platónově dialogu Timaeus, který pouze dává formu a řád již existující látce, stvoření rovněž není emanací božské reality. V křesťanské víře není Bůh součástí světa a svět není částečně ani skrytě Bohem.(Gn 1-2)
Předpoklad, že Bůh vše stvořil z vlastní vůle, je vnímán jako důkaz Boží lásky. Bůh netvořil z nutnosti, ale z milosti.
Z víry ve stvoření lze také odvodit závislost lidí, živočichů i přírody na Bohu. Tato závislost by pro křesťany neměla znamenat čistou servilnost a pasivitu, ale naopak osvobozující skutečnost vycházející z Boží milosti.
Podle křesťanské teologie je stvoření jako takové „dobré“ (Gn 1,31). To neznamená, že by svět byl dokonalý a neexistovalo v něm utrpení a smrt. Podle křesťanství žijeme v „padlém“ světě, kde vládne hřích. Ve světě, který potřebuje vykoupení.
Z nauky o stvoření také vyplývá vzájemná závislost všech stvořených bytostí. Lidé existují společně se zvířaty, sluncem, půdou a ostatními formami života, a podle toho by k nim měli přistupovat (v rámci křesťanské teologie se poslední dobou vedou velké diskuze o otázce ekologie). Víra v Boha jako stvořitele obsahuje také přesvědčení, že stvoření je dynamické a účelné. Bůh nepřestává tvořit a nepřestává se o své stvoření starat.

#### Vývoj myšlenky stvoření v křesťansko-judaistické tradici
Křesťanské a židovské náboženské tradici, že Bůh dal tvar preexistujícím věcem, nebyla původně zcela cizí, ale myšlenka stvoření z ničeho se začala stále více artikulovat, zvláště pod vlivem řecké filozofie. Jak v judaismu, tak v křesťanství někdy v druhém století našeho letopočtu však začínala víra ve stvoření „z ničeho“ tradicím naprosto dominovat jako způsob, jak vyjádřit učení, že Bůh je věčný, v reakci na vývody filozofie. Následující citát z druhého století rabiho Gamaliela II. ilustruje tuto reakci:
Jeden filozof řekl Gamalielovi: Tvůj Bůh byl velkým umělcem, ale objevil dobrý materiál, který mu pomáhal: Tohu-wa-Vohu a temnoty a vítr a vodu a prvotní hlubinu. Gamaliel mu řekl: Nechť vítr zavane z tohoto muže! Každý materiál je míněn jako stvořený. Tohu-wa-Vohu: „Činím pokoj a tvořím zlo“; temnoty: "Tvaruji světlo a tvořím temnoty“; voda: "Velebte ho, vy, nebesa nebes, i vy, vody“ --- proč? --- „Protože on přikázal a ony byly stvořeny“; vítr: „Neboť on vytvořil pohoří a stvořil vítr“; prvotní hlubina: „Když tu nebyly hlubiny, byl jsem vynesen“.  BR 1.9, Th-Alb:8 
Odklánějíce se od této tradice, někteří moderní badatelé argumentovali, že tato tvrzení a všechna ostatní jsou stále přístupná dvojznačné interpretaci, tedy že stvoření ex nihilo nemůže být jasně podepřeno ani starověkými texty, zahrnujíce bibli. Poukazují na shody biblických vysvětlení s jinými starověkými náboženskými vírami, že vesmír byl stvořen Bohem anebo bohy z pre-existující hmoty, a nikoli „z ničeho“. Někteří učenci vidí důkaz, že biblické vysvětlení, jakož i jiné starověké náboženské pohledy, předpokládají pre-existenci nějakého druhu materiálu, i když bez tvaru: „Nyní zem byla bez tvaru a pustá, temnoty byly nad propastí, a Duch Boží se vznášel nad vodami.“ Bůh pak upravuje neuspořádaný materiál, a tak stvoří svět.
Jeden z hlavních problémů interpretací základních biblických textů hovořících o stvoření je skutečnost, že dnes je původní význam stěžejních termínů (tohu-wa-vohu nebo  'ed) neznámý.

### Stvoření světa v islámu
V Koránu lze nalézt mnoho citací týkajících se stvoření, které vycházejí z křesťansko-židovské tradice. Protože však Korán není systematickým výkladem historie, není příběh stvoření v popředí, ale slouží jako ilustrace aktuální zprávy. Informace se vyskytuje v mnoha súrach. Příklady lze nalézt v súrách 21, 30–33, 32, 4–9, 9–12, 41, 7, 54,10, 3. Jejichž zdrojem je částečně biblický příběh o stvoření. A tak se například vztahují také k šestidennímu pracovnímu týdnu v súře 7,54; 10,3; 11,7; 25,59 a 32,4. V Koránu se nicméně nacházejí také tradice, které nejsou součástí židovsko-křesťanské Bible. Můžeme v něm tedy nalézt například příběh o pádu Satana v mimobiblickém vyprávění o životě Adama a Evy a také vyprávění o jeskyni s pokladem, která nejsou součástí Bible. Některá místa, která nejsou součástí židovsko-křesťanské tradice, mohla v době sepsání koránu kolovat mezi arabskými křesťany.
Některé termíny, islámské filosofie 99 božích jmen odkazují na Boha Stvořitele.

### Stvoření světa v buddhismu
Myšlenka jakéhokoliv druhu stvoření nebo stvořitele, ať už je božskou podstatou nebo jen abstraktním principem jsou považovány za nevýznamné.

## Stvoření a evropská filosofie
Vznikem světa se již od svých počátků zabývala také evropská filosofie. Podle Platonovy představy byly veškeré hmotné věci vymodelovány Demiurgem podle svých svých předem daných idejí. Aristotelés zase přišel s konceptem „prvního hybatele,“ který byl v křesťanské Evropě brán jako důkaz boží existence. Na Platónovo učení navázal také svatý Augustin, který mimo jiné zastával názor, že Bůh je naprosto zcela mimo čas a že čas existuje pouze uvnitř stvořeného vesmíru. Platonem a Aristotelem byl ovlivněn také Tomáš Akvinský, který učil že vše vychází z prvotní příčiny, kterou je Bůh. Z novověkých filosofů se otázkami stvořením zabývali například René Descartes či Baruch Spinoza.
Ve sporu mezi evoluční teorií a kreacionismem jde především o roli Stvořitele. Velký třesk na počátku Vesmíru bývá dáván do souvislosti s aktem Stvoření.